# Megachile binotulata
Megachile binotulata là một loài Hymenoptera trong họ Megachilidae. Loài này được Dalla Torre mô tả khoa học năm 1896.